# Райнер Ернст
Райнер Ернст (нім. Rainer Ernst, нар. 31 грудня 1961, Нойштреліц) — німецький футболіст, що грав на позиції нападника, зокрема за берлінське «Динамо» та національну збірну НДР.
Один з найкращих східнонімецьких нападників 1980-х років, десятиразовий чемпіон НДР, згодом чемпіон Німеччини 1990/91. 

## Клубна кар'єра
У дорослому футболі дебютував 1978 року виступами за команду «Динамо» (Берлін), в якій провів дванадцять сезонів, взявши участь у 192 матчах чемпіонату.  У складі берлінського «Динамо» був одним з головних бомбардирів команди, маючи середню результативність на рівні 0,45 гола за гру першості. За цей час десять разів виборював титул чемпіона НДР і двічі ставав володарем Кубка НДР з футболу. Двічі, у 1984 і 1985 роках, ставав найкращим бомбардиром східнонімецької футбольної першості.
1990 року перейшов до «Кайзерслаутерна», де провів сезон 1990/91, в якому не став основним гравцем команди, утім додав до переліку своїх трофеїв титул переможця Бундесліги.
Згодом з 1991 по 1994 рік провів по одному сезону у французьких «Бордо» та «Канні», а також у швейцарському  «Цюриху».
Завершив ігрову кар'єру у німецькій нижчоліговій команді «Зальмрор», за яку виступав протягом 1994—1997 років.

## Виступи за збірну
1981 року дебютував в офіційних матчах у складі національної збірної НДР.
Загалом протягом кар'єри у національній команді, яка тривала 10 років, провів у її формі 56 матчів, забивши 20 голів.

## Титули і досягнення
- Чемпіон НДР (10):

«Динамо» (Берлін): 1978-1979, 1979-1980, 1980-1981, 1981-1982, 1982-1983, 1983-1984, 1984-1985, 1985-1986, 1986-1987, 1987-1988
- Володар Кубка НДР з футболу (2):

«Динамо» (Берлін): 1987-1988, 1988-1989
- Володар Суперкубка НДР (1):

«Динамо» (Берлін): 1989
- Чемпіон Німеччини (1):

«Кайзерслаутерн»: 1990-1991